# Escargot des bois
Pour les articles homonymes, voir Escargot (homonymie).
Cepaea nemoralis
Espèce
Statut de conservation UICN

 LC  : Préoccupation mineure
L'escargot des bois aussi appelé escargot des haies (Cepaea nemoralis) est une espèce d'escargots de la famille des Helicidae, de la sous-famille des Helicinae, et du genre Cepaea. L'espèce est native d'Europe, où elle est commune, et elle a été introduite en Amérique du Nord.

## Description

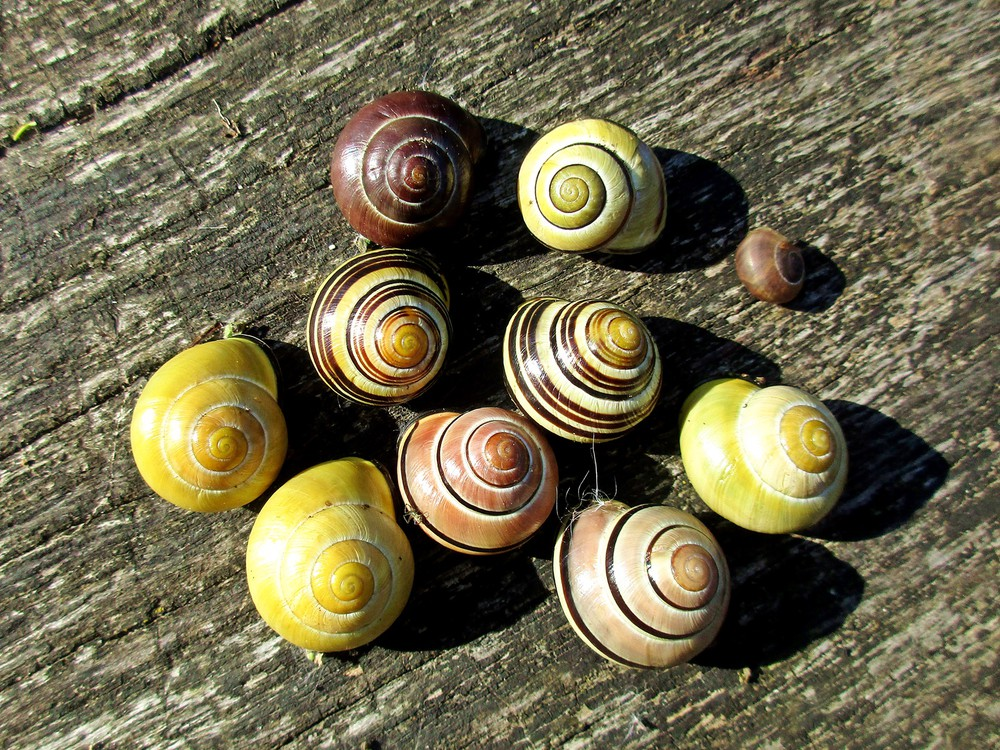
L'Escargot des bois est une espèce polymorphique avec de nombreux morphes de couleurs et de bandes.

La coquille est extrêmement variable, ce qui rend sa détermination difficile. Elle peut être rougeâtre, brunâtre, jaune ou blanchâtre, avec une, plusieurs (généralement cinq), ou aucune bande brun foncé (polymorphisme de couleurs et de bandes). La coquille a une largeur de 18 à 25 mm, pour une hauteur de 12 à 22 mm. Il peut être facilement confondu avec Cepaea vindobonensis et surtout Cepaea hortensis, qui se rencontre dans les mêmes habitats. Il se distingue de C. hortensis par la couleur du péristome (renflement sur le bord de la coquille), qui est généralement brun foncé chez C. nemoralis et blanc chez C. hortensis, et la forme de leur dard d'amour. Toutefois, dans certaines régions où les espèces cohabitent, C. nemoralis présente aussi un renflement blanc. Dans ce cas, la distinction nécessite l'examen des organes génitaux.

## Répartition
C. nemoralis est native d'Europe, où elle est largement répandue. Elle a été introduite en Amérique du Nord au cours du 19e siècle. On l'y retrouve à l'est au Québec, en Ontario, en Nouvelle-Écosse, à Terre-Neuve et dans les états de Virginie, de New York et du Massachusetts. On la retrouve aussi sur la côte ouest, en Colombie-Britannique et dans l'état de Washington,.

## Biologie
Son habitat est très varié et on peut rencontrer cet escargot dans les bois, les haies, les friches, les dunes et les prairies, savanes et brousses tempérées. On le trouve presque partout dans l'ouest de l'Europe jusqu'à 1 200 m dans les Alpes et 2 200 m dans les Pyrénées.

## Systématique
L'espèce Cepaea nemoralis a été décrite par le naturaliste suédois Carl von Linné en 1758, sous le nom initial d'Helix nemoralis.

### Synonymie
- Helix nemoralis Linné, 1778 Protonyme
- Cepaea leucostoma (Stabile, 1859) [Helix]
- Cepaea cisalpina (Stabile, 1864) [Helix]
- Cepaea erjaveci (Kobelt, 1880) [Helix]
- Cepaea subaustriaca (Bourguignat, 1880) [Helix]
- Cepaea adamii (Kobelt, 1903) [Helix]

### Noms vernaculaires
- Escargot des bois
- Escargot des haies

## Taxinomie
Liste des sous-espèces
- Cepaea nemoralis nemoralis
- Cepaea nemoralis etrusca

## Galerie

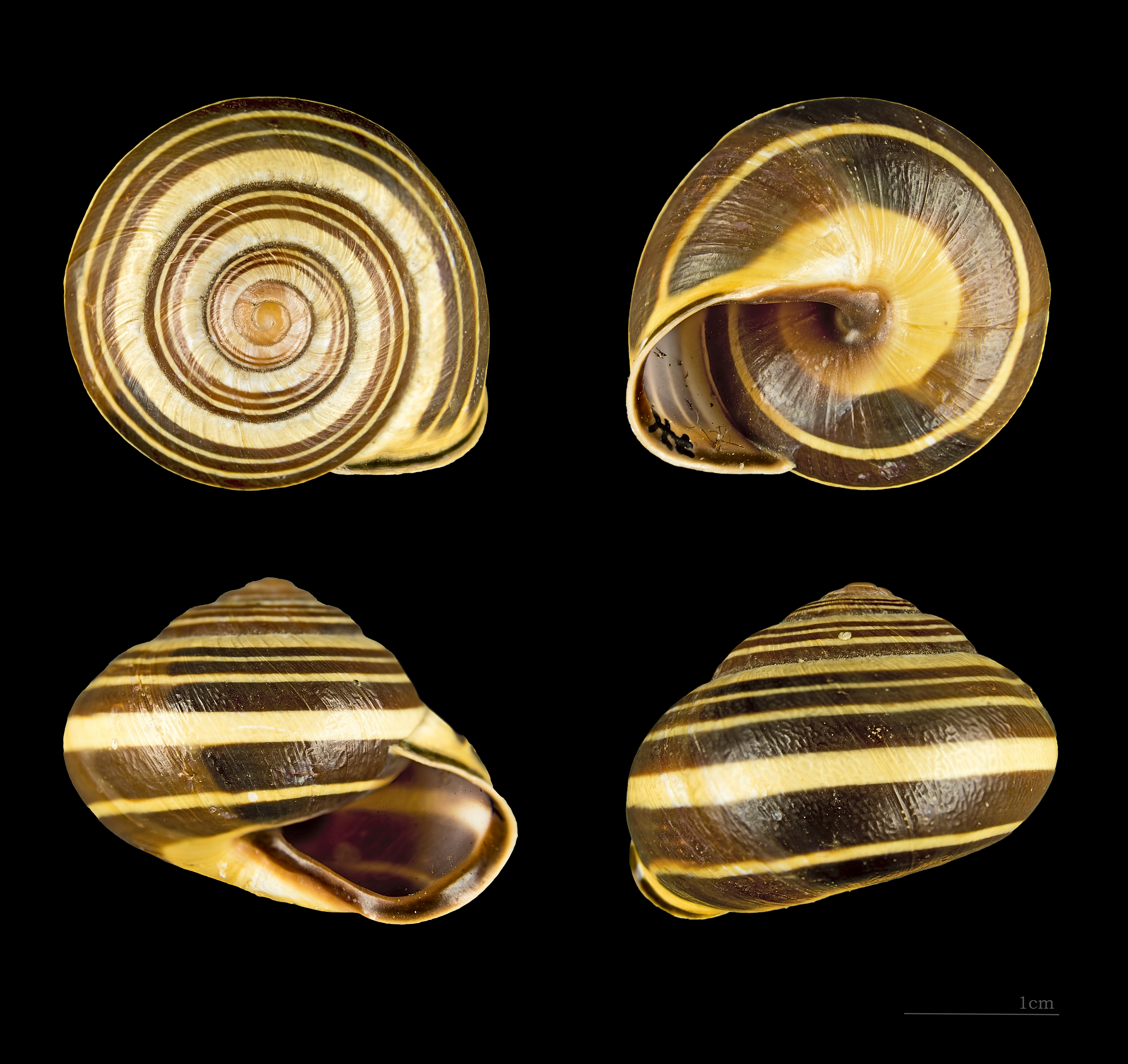
Coquilles d’escargot des bois (muséum de Toulouse).
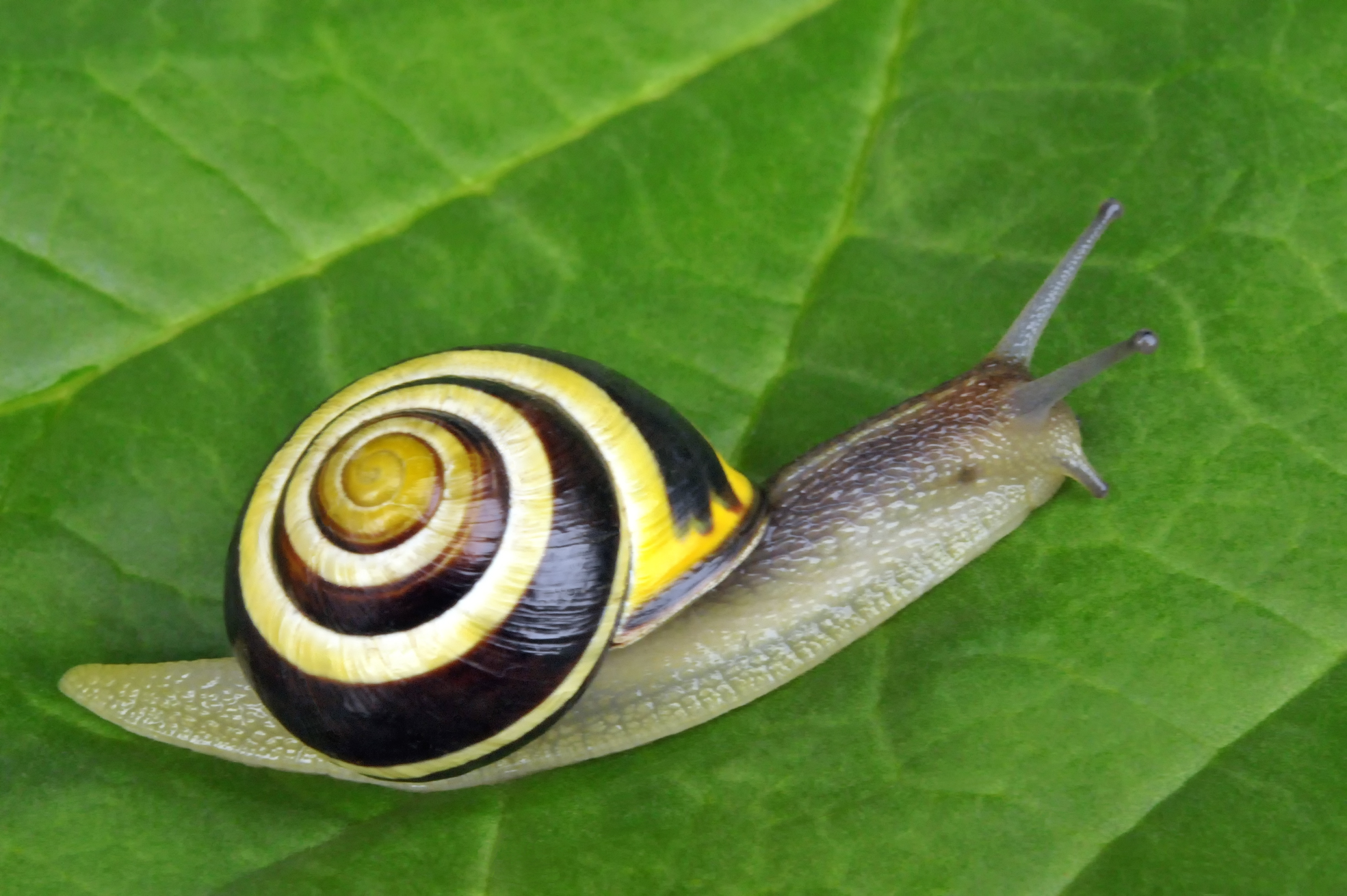
Escargot des bois sur une feuille.
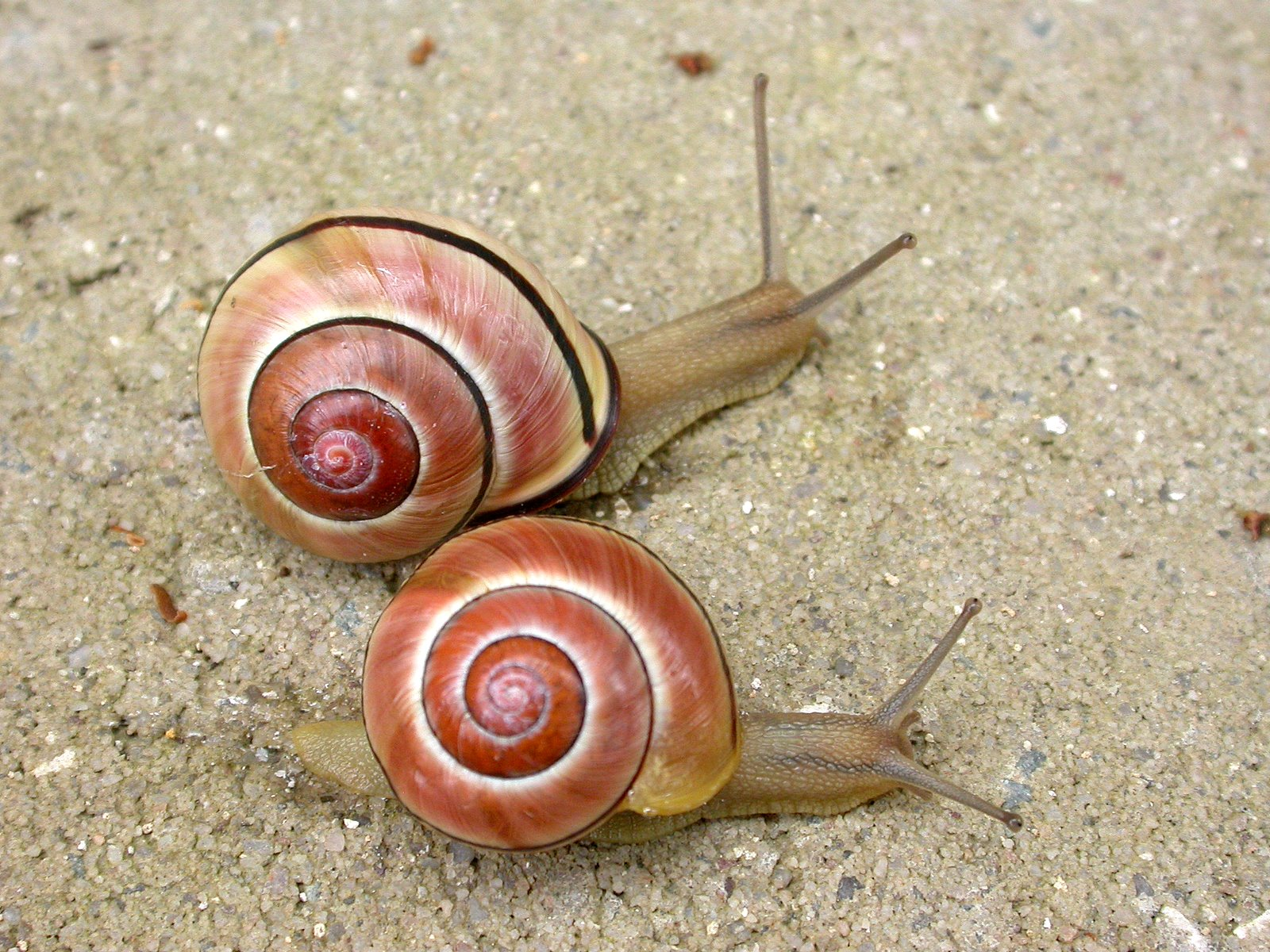
Couple d'escargots des bois.
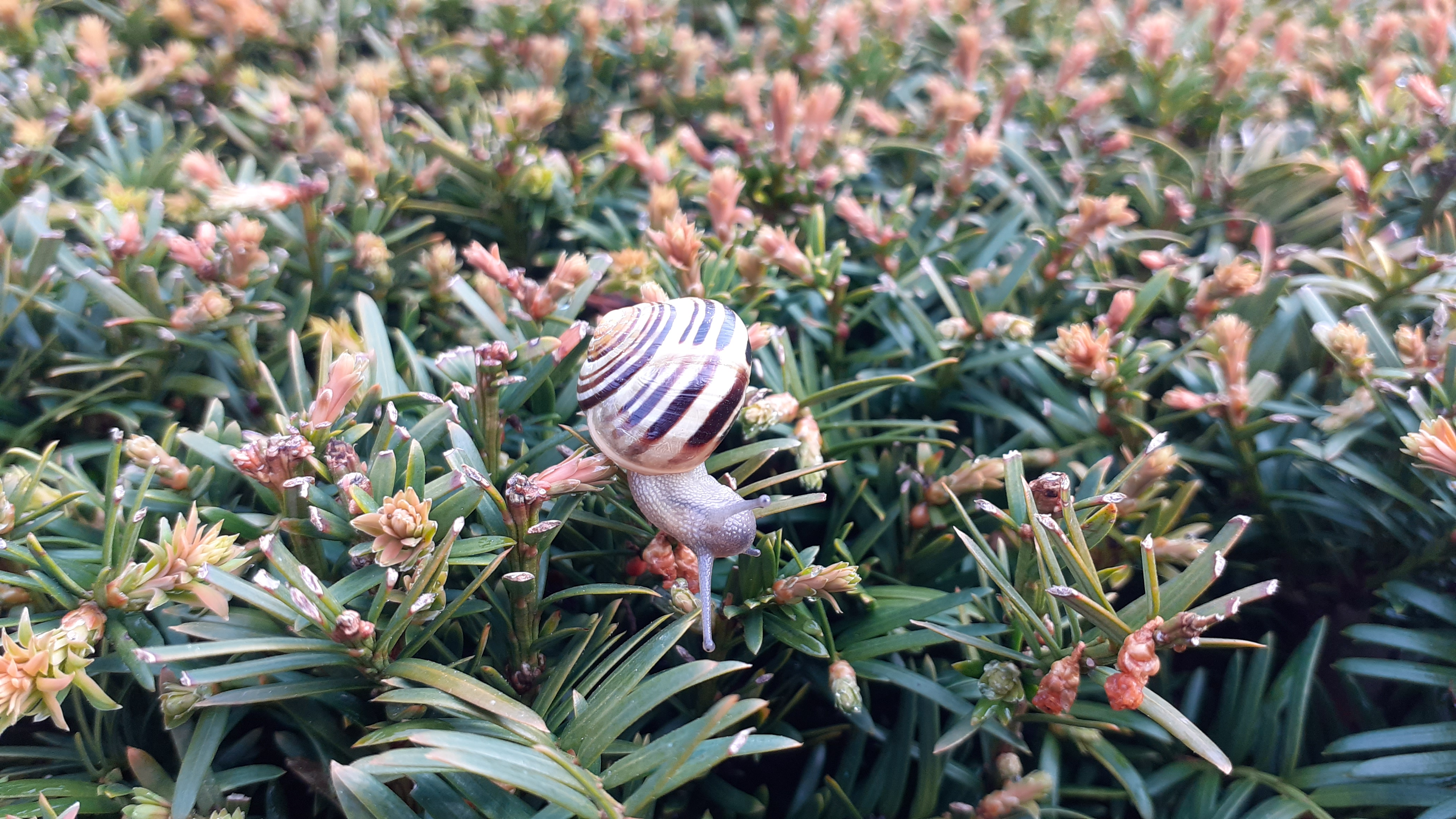
Escargot des bois sur une haie.
Coquilles d’escargot des bois (Naturkundemuseum Karlsruhe).
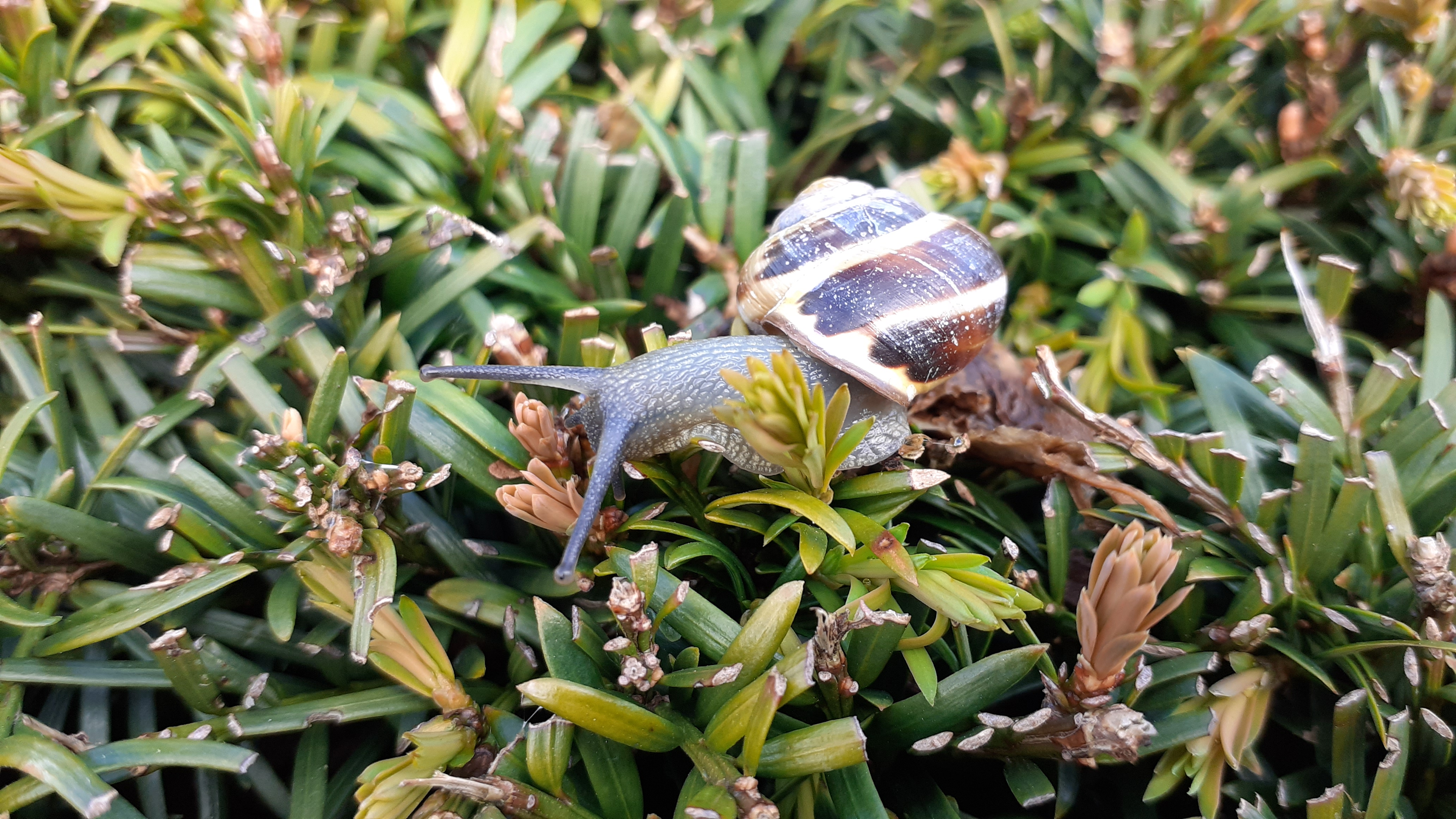
Escargot des bois sur une haie.
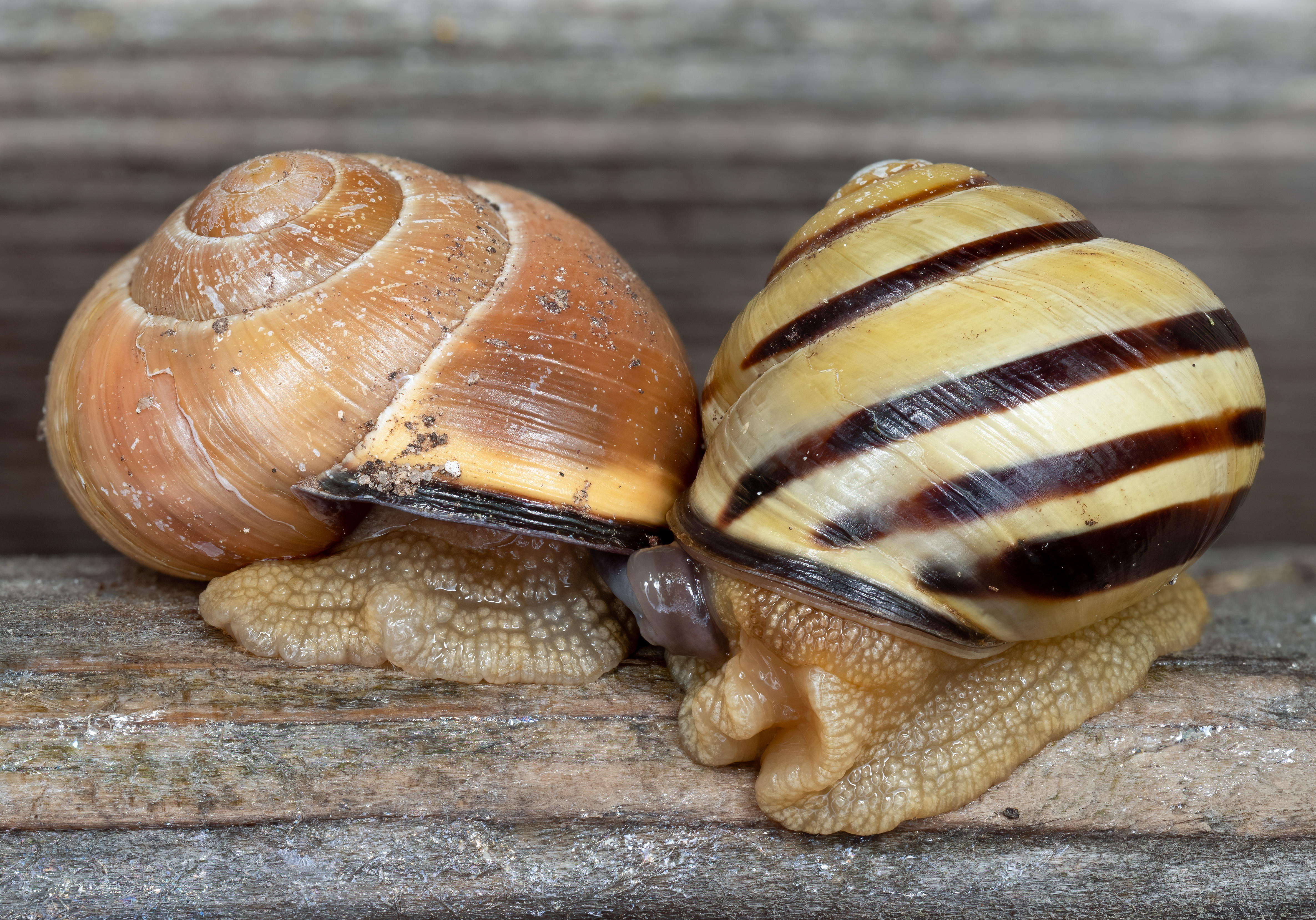
Deux escargots des bois s'accouplant.